# Gilbert (Bischof, Whithorn)
Gilbert († nach 22. Juni oder Juli 1253) war ein schottischer Ordensgeistlicher. Ab 1235 war er Bischof von Whithorn.

## Aufstieg als Ordensgeistlicher
Gilbert gehörte dem Zisterzienserorden an. Nachdem er zunächst Abt von Glenluce Abbey im südwestschottischen Galloway gewesen war, wechselte er nach Melrose Abbey. Dort bekleidete er als Novizenmeister ein wichtiges Amt. Melrose Abbey wurde vom schottischen König Alexander II. bevorzugt behandelt, mehrere Mönche des Klosters wurden durch Förderung des Königs zu Bischöfen in Bistümern gewählt, wo sie den Einfluss des Königs ausbauen sollten.

## Umstrittene Wahl zum Bischof
Nach dem Tod von Alan, Lord of Galloway 1234 war die Erbfolge in der noch weitgehend autonomen Herrschaft Galloway umstritten gewesen. Der König wollte die Herrschaft unter den drei Töchtern von Alan aufteilen. Dies traf auf den Widerstand des lokalen Adels und der gälischen Geistlichen, der eine Aufteilung der Herrschaft ablehnte. Die Adligen wünschten sich Thomas, den unehelichen Sohn von Alan of Galloway, als Lord, worauf es in Galloway zu einer Revolte gegen den König kam.
Dazu hatte Galloway auch kirchlich eine Sonderstellung. Der Sprengel des Bistums Whithorn umfasste die Herrschaft Galloway und unterstand als einziges schottisches Bistum als Suffraganbistum dem englischen Erzbistum York. Als Bischof Walter von Whithorn Anfang 1235 starb, war die Wahl eines neuen Bischofs für den schottischen König eine Chance, aber auch eine Herausforderung. Um seine Ziele in Galloway durchzusetzen, sorgte er dafür, dass am 25. Februar 1235 Gilbert vom Klerus und vom Volk zum neuen Bischof gewählt wurde. Der König hatte wohl erwartet, dass Gilbert rasch zum Bischof geweiht wurde, doch dagegen gab es Widerstand. Zum einen hatte die Wahl nicht dem kanonischen Recht und den Bestimmungen des Vierten Laterankonzils entsprochen, so dass der Prior und die Kanoniker von Whithorn Priory die Wahl ablehnten. Dazu führte die Wahl zu weiteren Spannungen zwischen dem schottischen König und dem englischen König Heinrich III., der die Wahl von Gilbert als Eingriff gegen die Rechte des englischen Erzbischofs von York sah. Drei Wochen nach der Wahl von Gilbert wählten der Prior und die Kanoniker von Whithorn am 11. März mit Odo Ydonc einen eigenen Kandidaten zum Bischof. Odo war Abt der Prämonstratenserabtei von Dercongal Abbey in Nithsdale und dazu Kanoniker von Whithorn. Die Wahl entsprach den kanonischen Regeln, so dass der Prior und die Kanoniker zunächst die Unterstützung der päpstlichen Kurie hatten. Dies führte dazu, dass Gilbert nicht zum Bischof geweiht wurde. Die Wahl von Odo war aber wohl kein Protest gegen die Einmischung des Königs in die Erbregelung der Lordschaft Galloway, sondern vor allem ein Protest gegen seinen Eingriff in die Bischofswahl.
In den nächsten sechs Monaten versuchten sowohl Odo wie auch Gilbert Walter de Gray, den Erzbischof von York, zu überzeugen, dass sie rechtmäßig gewählt worden waren. Obwohl traditionelle Wahlen wie in Galloway durch das Vierte Laterankonzil 1215 abgeschafft worden waren, wurde wohl dank der diplomatischen Bemühungen des schottischen Königs Gilbert als Bischof von der Kurie bestätigt. Vermutlich erwartete Papst Gregor IX., dass die Bestätigung von Gilbert als Bischof eher den Interessen der Kirchen dienen würde als die von Odo. Am 2. September 1235 wurde Gilbert von Erzbischof Walter de Gray im York Minster zum Bischof geweiht. Dennoch protestierten die Kanoniker von Whithorn weiterhin gegen die Wahl. Noch 1241 beauftragte Papst Gregor IX. deshalb zwei Bischöfe, die Umstände der Wahl noch einmal zu überprüfen. Das Ergebnis der Untersuchung ist nicht bekannt, doch Gilbert blieb im Amt.

## Bischof von Galloway
Die politischen Hoffnungen, die König Alexander in Gilbert gesetzt hatte, erfüllten sich. Als Thomas of Galloway Ende 1235 seine Revolte gegen die Erbteilung in Galloway fortsetzte, konnte Gilbert, der offenbar ein Freund von Thomas Vater Alan gewesen war, Gilrod, den wichtigsten Unterstützer von Thomas, zur Aufgabe bewegen. Nach der Melrose Chronicle konnte Gilbert die Region rasch politisch stabilisieren und damit weitere Kämpfe um das Erbe vermeiden. Dazu setzte er als Bischof eine Reihe von kirchlichen Reformen um. Vor allem versuchte er, die Seelsorge in den Pfarreien zu verbessern und sorgte sich um eine angemessene Versorgung der Geistlichen. Obwohl er politisch dem schottischen König verbunden war, war er ein loyaler Suffragan des englischen Erzbischofs von York. Mehrfach war er während Vakanzen im nordenglischen Bistum Durham tätig, gewährte Ablässe und führte Weihen durch, zuletzt noch im Juli 1253 kurz vor seinem Tod. Wann er genau starb, ist ungeklärt. Möglicherweise starb er nach dem 24. August 1253.